# Tulje
Tulje (en serbe cyrillique : Туље) est un village de Bosnie-Herzégovine. Il est situé sur le territoire de la ville de Trebinje et dans la république serbe de Bosnie. Selon les premiers résultats du recensement bosnien de 2013, il compte 37 habitants.

## Géographie
Le village est situé sur les bords de la Trebišnjica, un cours d'eau qui débouche pour une part dans la mer Adriatique et se jette pour une autre part dans la Neretva.
Il est entouré par les localités suivantes :
|                          | Mrkonjići             | Žabica (municipalité de Ljubinje) |
| Mrkonjići Poljice Popovo | Tulje                 | Turica Žakovo                     |
|                          | Poljice Popovo Žakovo |                                   |

## Démographie

### Évolution historique de la population dans la localité
| 1948 | 1953 | 1961 | 1971 | 1981 | 1991 | 2013 |
| ---- | ---- | ---- | ---- | ---- | ---- | ---- |
| -    | -    | 145  | 103  | 94   | 55   | 37   |

|  |

### Répartition de la population par nationalités (1991)
En 1991, les 55 habitants du village étaient tous serbes.